# Prototocyon recki
Prototocyon recki és una espècie extinta de mamífer carnívor de la família dels cànids que visqué a Àfrica i, possiblement, Àsia, des del Pliocè superior fins al Plistocè superior. Se n'han trobat restes fòssils a Sud-àfrica, Tanzània i, possiblement, l'Índia. En general, es considera que és l'única espècie del gènere Prototocyon, tot i que hi ha autors que també reconeixen P. curvipalatus. Era un parent proper o fins i tot l'avantpassat directe de l'otoció d'avui en dia, del qual es diferencia fonamentalment per la seva dentadura, més primitiva.